# Werner Troegner

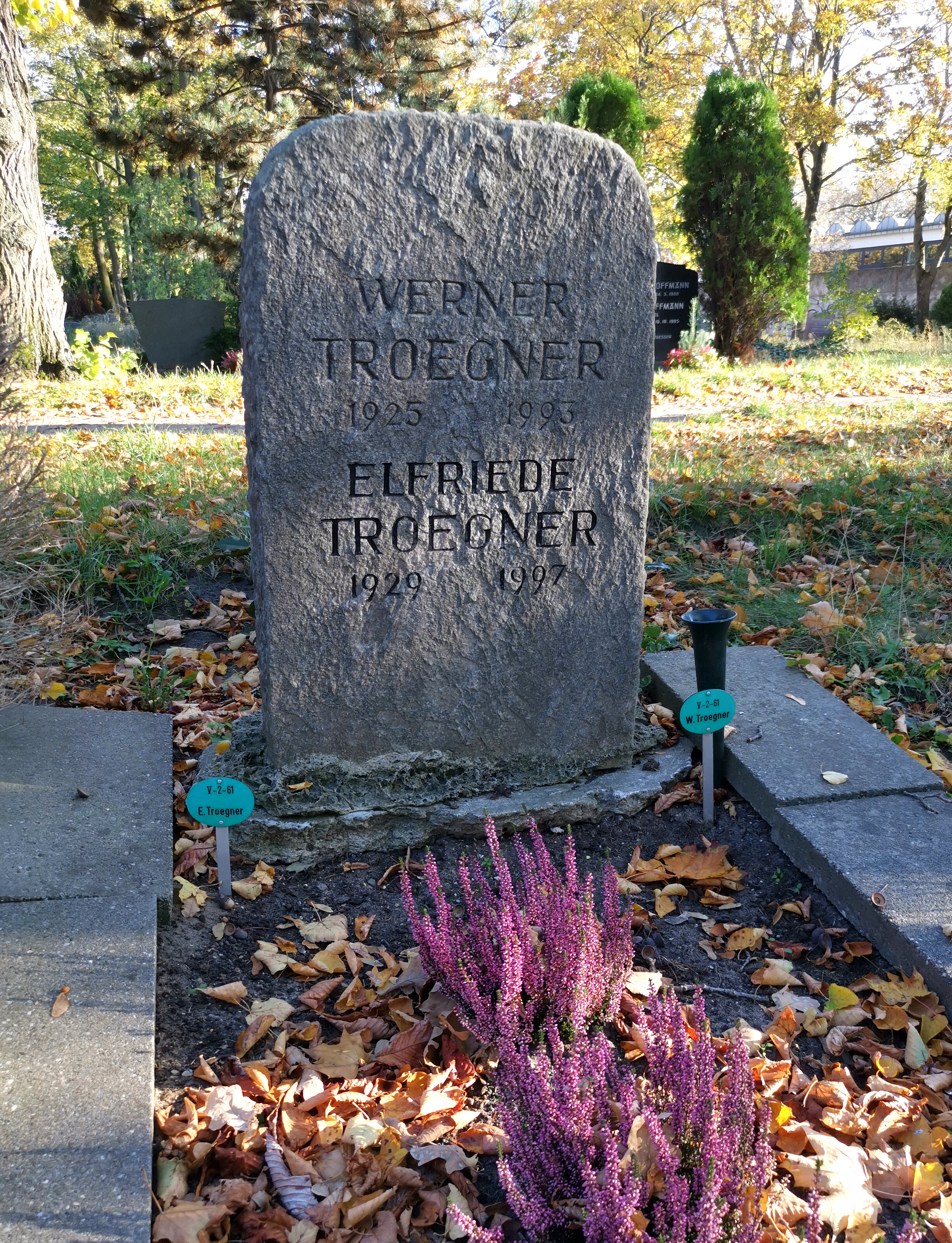
Grabstätte auf dem Friedhof II der Sophiengemeinde in Berlin-Mitte, Feld 5

Werner Troegner (* 13. Januar 1925 in Berlin; † 20. Dezember 1993 ebenda) war ein deutscher Schauspieler, Kabarettist und Regisseur.

## Leben
Werner Troegner war ein beliebter Kabarettist in der DDR. Nach Kriegsgefangenschaft erhielt er eine schauspielerische Ausbildung bei Eleonore Ehn in Berlin-Schmargendorf. Ersten Engagements im Schloßpark-Theater Berlin folgten weitere am Theater Senftenberg, an der Neuen Bühne Berlin, im Berliner Kabarett Die Distel sowie im Rundfunk der DDR. Hier erlangte er besondere Popularität in der wöchentlichen Sendung Von 7-10: Sonntagmorgen in Spreeathen als Otto im Komödianten-Duo Frieda und Otto.
Als Regisseur arbeitete er für die Fernsehsendung Ein Kessel Buntes, für die Kabaretts Die Distel, Die Reizzwecken, Die Kneifzange sowie Die Brechbohnen. Sein Nachlass befindet sich im Deutschen Kabarettarchiv.
Werner Troegner ist der Vater der Schauspielerin Franziska Troegner.

## Filmografie
- 1960: Der neue Fimmel
- 1960: Guten Tag, lieber Tag
- 1960: Was wäre, wenn …?
- 1961: Küßchen und der General
- 1962: Der Kinnhaken
- 1963: Die Glatzkopfbande
- 1970: Der Schein trügt
- 1988: Mensch, mein Papa…!

## Hörspiele
- 1958 Otto Taussig: Der Fall van der Lubbe – Regie: Erich-Alexander Wins
- 1958 Friedrich Karl Kaul: Brandursache unbekannt – Regie: Helmut Hellstorff
- 1958 Joachim Ret: Die verlorene Stunde – Regie: Joachim Witte
- 1959 Joachim Ret: Die Zange – Regie: Werner Grunow
- 1960 Inge Müller: Die Weiberbrigade – Regie: Wolfgang Schonendorf
- 1960: Georg W. Pijet: Liebesheirat (Theo Maiwald) – Regie: Fritz Ernst Fechner (Hörspiel – Rundfunk der DDR)
- 1960: Rolf Schneider: Verliebt – in Mozart – Regie: Fritz-Ernst Fechner Rundfunk der DDR
- 1960: Joachim Goll: Der Arzt unterwegs – Regie Helmut Hellstorff Rundfunk der DDR
- 1961: Somogy Pal: Wer andern eine Grube gräbt – Regie: Werner Grunow
- 1962: Horst Berensmeier: Manko – Regie: Fritz-Ernst Fechner
- 1963: Joachim Goll: Eine kleine Hausmusik – Regie: Hans Knötzsch (Hörspiel – Rundfunk der DDR)
- 1964: Georg W. Pijet: Mietskaserne – Regie: Fritz-Ernst Fechner (Hörspiel – Rundfunk der DDR)
- 1967: Siegfried Pfaff: Regina B. – Ein Tag in ihrem Leben (Anton) – Regie: Fritz-Ernst Fechner (Hörspiel – Rundfunk der DDR)
- 1970: Klaus G. Zabel: Napoleon und die Zöllner (Beamter) – Regie: Peter Groeger (Hörspiel – Rundfunk der DDR)
- 1974: Ernst Röhl: Minna Plückhahn will es wissen (Rudi) – Regie: Fritz-Ernst Fechner (Rundfunk der DDR)
- 1976: Rudolf Bartsch: Der geschenkte Mörder (Zumseil) – Regie: Fritz-Ernst Fechner (Kriminalhörspiel (Teil 1) – Rundfunk der DDR)
- 1976: Hans Siebe: Der Tod des Reinhard Kunelka (Fiering) – Regie: Fritz-Ernst Fechner (Kriminalhörspiel – Rundfunk der DDR)
- 1978: Peter Gauglitz: Der Bart ist ab – Regie: Ingo Langberg (Rundfunk der DDR)
- 1978: Karl-Heinz Tesch: Der schreckliche Gott – Regie: Fritz-Ernst Fechner (Kriminalhörspiel – Rundfunk der DDR)
- 1981: Hans Siebe: Drei Bagnaresi (Enrico) – Regie: Horst Liepach (Rundfunk der DDR)
- 1981: Albert Wendt: Das Hexenhaus – Regie: Peter Groeger (Kinderhörspiel – Rundfunk der DDR)
- 1983: Heiner Müller: Traktor – Regie: Achim Scholz  Rundfunk der DDR
- 1983: Katharina Roesmer: Poltergeist – Regie: Uwe Haacke Rundfunk der DDR
- 1983: Klaus Müller: Der falsche Weihnachtsmann – Regie: Barbara Plensath
- 1983: Günter Hesse: Rollmax - Regie: Maritta Hübner Rundfunk der DDR
- 1984: Erich Schlossarek: In den letzten Tagen – Regie: Achim Scholz
- 1984: Günter Weisenborn: Klopfzeichen – Regie: Fritz Göhler  Rundfunk der DDR
- 1984: Erwin Ziemer: Vatersorgen (Mann) – Regie: Joachim Gürtner (Kurzhörspiel aus der Reihe Waldstraße 7 – Rundfunk der DDR)
- 1984: Peter Gauglitz: Abserviert – Regie: Edith Schorn Rundfunk der DDR
- 1984: Susanne Dancker: Am Weihnachtsbaum – Regie: Martin Hübner Rundfunk der DDR
- 1987: Leonid Leonow: Die Bändigung Badadoschkins (Fürst) – Regie: Peter Groeger (Hörspiel – Rundfunk der DDR)